# برونو ليالي
برونو ليالي (بالإيطالية: Bruno Leali)‏ (6 مارس 1958)، راكب دراجات إيطالي محترف سابق. شارك في طواف إيطاليا 14 مرة، وفي طواف فرنسا ست مرات، وفي طواف إسبانيا 4 مرات.
بعد تقاعده من ركوب الدراجات، عمل مديراً رياضياً لفرق مختلفة، بما في ذلك فريق هواة لركوب الدراجات قام بتأسيسه.
في عام 2010، عثر بحوزته على مخدرات غير مشروعة خلال بطولة طواف إيطاليا للدراجات تحت 23 سنة، فاُقصي فريقه  Lucchini-Unidelta من المنافسة. في عام 2011  منعته اللجنة الأولمبية الوطنية الإيطالية من ممارسة الرياضة مدى الحياة في مايو 2011 وحكمت عليه بغرامة قدرها 20 ألف يورو. 
في سبتمبر 2015 تم إدراجه أيضاً في قائمة الوكالة العالمية لمكافحة المنشطات في قائمة من تم حظرهم مدى الحياة.

## روابط خارجية
- برونو ليالي على موقع أرشيف الدراجات (الإنجليزية)
- برونو ليالي على موقع إحصائيات الدراجات الإحترافية (الإنجليزية)